# Phare de Gull Rock

Le phare de Gull Rock (en anglais : Copper Harbor Light), est un phare du lac Supérieur situé sur l'îlot de Gull Rock, à l'ouest de Manitou Island (en) et au large de la pointe de la péninsule de Keweenaw, dans le Comté de Keweenaw, Michigan.
Ce phare est inscrit au Registre national des lieux historiques depuis le 19 juillet 1984 sous le n° 84001751.

## Historique
La baie du côté est de la péninsule de Keweenaw offre une protection aux marins contre les vents dominants du nord-ouest sur le lac Supérieur. Cependant, le passage par Gull Rock, un petit îlot à environ un demi-mile au large de la pointe ouest de l'île Manitou, s'est avéré une menace sérieuse. Dans cet esprit, en 1866, le Congrès a financé la construction d'un phare sur Gull Rock. La construction a commencé en 1867 et la lumière a été mise en service le 1er novembre de la même année. Le phare partage sa conception avec le phare de Granite Island et le phare de Huron Island.
En 1901, un mur de soutènement a été construit au nord-est de la structure pour protéger le phare des vagues déferlant sur l'île. En 1913, la lumière a été automatisée et la responsabilité de l'entretien de la lumière a été transférée au gardien du phare de Manitou Island. Depuis ce temps, Gull Rock a été pratiquement abandonné et la station est tombée en ruine. En 2005, la station a été transférée aux Gull Rock Lightkeepers , une organisation à but non lucratif. Ils travaillent à restaurer le phare, qui est toujours une aide à la navigation active. 
La lentille de Fresnel originale du quatrième ordre a été fabriquée par Barbier et Fenestre de Paris. L'extérieur du phare a été récemment réparé et peint. L'intérieur avait été laissé ouvert et est en ruine avec le toit enlevé avec d'importants dégâts d'eau. Des réparations structurelles majeures ont été effectuées sur la lumière à l'été 2012.
Le phare  est fermé et interdit aux visiteurs.

## Description
Le phare  est une tour quadrangulaire en brique de 14 m de haut, avec une galerie et une lanterne, attenante à un bâtiment de gardien en brique de deuxétages. Le phare est peint en blanc et la lanterne est noire.
Il émet, à une hauteur focale de 15 m, deux brefs éclats blancs rapprochés de 0.4 seconde par période de 5 secondes. Sa portée est de 6 milles nautiques (environ 11 km).

## Caractéristiques dufeu maritime
Fréquence : 5 secondes (W)
- Lumière : 0.4 seconde
- Obscurité : 0.6 seconde
- Lumière : 0.4 seconde
- Obscurité : 3.6 secondes

Identifiant : ARLHS : USA-361 ; USCG :  7-15165 .

### Lien connexe
- Liste des phares au Michigan